# Памятник Павлу I (Витали)
Па́мятник Па́влу I рабо́ты Витали и его́ ко́пия установлены в двух городах, тесно связанных с именем российского императора Павла I — Гатчине и Павловске.

## Скульптура
Скульптура Павла I установлена на четырёхгранном отполированном фигурном пьедестале, выполненном из финского гранита. Император изображён в парадном мундире и треуголке, опирающимся на трость. Поза императора, посадка головы, выражение лица придают памятнику черты представительности и величия. В Гатчине статуя установлена на плацу перед Большим Гатчинским дворцом, около парапета, лицом к дворцу и плацу, как если бы император принимал парад. В Павловске же статуя стоит в центре Парадного плаца перед Павловским дворцом и император повёрнут лицом к входной аллее, «принимая гостей» в своей летней резиденции.
Модель статуи была выполнена известным русским скульптором Иваном Петровичем Витали по парадному портрету императора кисти Степана Семёновича Щукина. Портрет Павла I был написан в 1796 году и одобрен самим императором. 
В центре полотна на гладком пустом серо-зелёном фоне изображен царь в мундире Преображенского полка с голубой Андреевской лентой, на голове — большая чёрная треуголка. Портрет Павла I кисти С. С. Щукина находится в Третьяковской галерее. И на картине и в памятнике сохранено портретное сходство с Павлом I. Скульптор Иван Витали, изобразил его с «лицом благодушным и мечтательным», что контрастировало с жёстким образом правителя.
За памятник императору Иван Петрович Витали получил орден Святой Анны II степени. В конце XIX — начале XX века авторство памятника часто ошибочно приписывали другим скульпторам — Петру Карловичу Клодту фон Юргенсбургу и Луи Жану Жаку.
Первая статуя, отлитая из бронзы на Санкт-Петербургском Гальванопластическом заводе, была установлена в Гатчине на гранитном постаменте с цоколем 1 августа 1851 года во время правления императора Николая I, сына Павла I. Копия скульптуры, изготовленная методом гальванопластики мастером Соколовым установлена в Павловске в 1872 году на уменьшенном металлическом постаменте без выступающего цоколя.

## Памятник в Гатчине
В честь открытия гатчинского памятника 1(14) августа 1851 года перед Гатчинским дворцом был устроен парад, в котором принимали участие Павловский, Егерский, Кавалергардский и Гусарский полки. На параде присутствовал император Николай I. Это событие было запечатлено — придворный «живописец Его Величества» Адольф Шарлеман запечатлел правнука Павла I,  будущего наследника российского престола великого князя Николая Александровича  в тот момент, когда он стоял за часового около памятника в мундире лейб-гвардии Павловского полка на картине «Освящение памятника императору Павлу I в Гатчине» (1851 год).
В 1919 году памятник подвергался угрозе сноса — городские власти решили избавиться от фигуры монарха. Но памятник удалось отстоять, во многом благодаря хранителю музея Владимиру Кузьмичу Макарову.
После войны с 1953 по 1960 год во дворце располагалось Высшее военно-морское инженерное радиотехническое училище и у его курсантов существовал обычай — ежегодно в выпускной день памятник императору наряжался в специально сшитую тельняшку.
Памятник Павлу I в Гатчине является одним из неофициальных символов города — его изображение часто можно встретить на сувенирной продукции, на обложках книг, посвящённых городу.
Гатчинские молодожёны часто возлагают цветы у памятника основателю города и крепкому семьянину, отцу десятерых детей. На момент смерти в 1828 году супруги Павла Петровича императрицы Марии Федоровны у них было уже 50 прямых потомков — детей, внуков и правнуков.
В 1797 году Павел Петрович, ставший коронованным Императором Всероссийским, немедленно запретил разделять семьи крепостных при их продаже помещиками. Своим первым указом он ограничил работу на барина тремя днями в неделю  и дал народу первый выходной день - воскресенье.
В самой Гатчине Павел I ещё до вступления на престол начал проводить реформы: открыл несколько бесплатных школ для крестьянских детей, построил общедоступную больницу и богадельню "для слепых и голодных", давал своим крепостным больше личной свободы (например, разрешал уходить на промыслы в свободное от барщины время), ограничил барщину всего двумя днями, как уже было и в Малороссии в то время.
«Человек, — говорил Павел Петрович, — первое сокровище государства, и труд его — богатство; его нет, труд пропал, и земля пуста, а когда деревня не в добре, то и богатства нет. Сбережение государства — сбережение людей, сбережение людей — сбережение государства».